# Nicholas Perrot

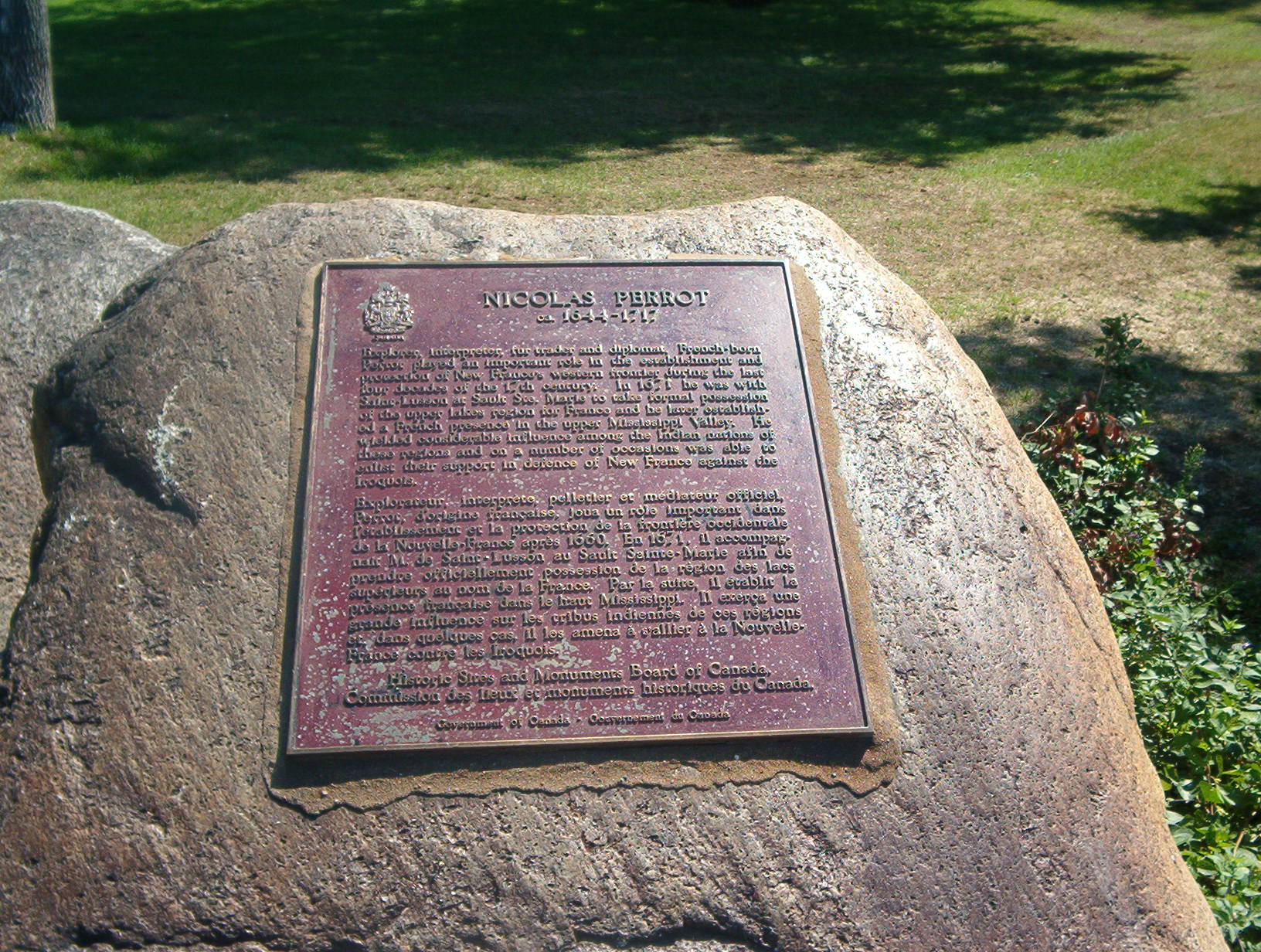
Tablica upamiętniająca Nicholasa Perrota w Salt Ste. Marie na granicy USA i Kanady

Nicholas Perrot (ur. 1644 we Francji, zm. 1717 w Bécancour w Quebecu) – francuski badacz, odkrywca, dyplomata i handlarz futer. Był pierwszym białym, który eksplorował górne partie doliny rzeki Missisipi.
Do Nowej Francji przybył z Europy wraz z jezuitami około roku 1660 i – towarzysząc im – miał sposobność poznać wiele plemion indiańskich i nauczyć się ich języków. W roku 1667 zaczął handel wymienny z Indianami na terenach dzisiejszego stanu Wisconsin i był przez nich przyjmowany przyjaźnie. W roku 1670 został tłumaczem francuskiego komisarza wyznaczonego do nadzorowania terenów zajmowanych przez plemiona Ottawów, Amikwasów, Illiniweków i inne, aż po Jezioro Górne. Podróżując po tych obszarach dostarczał Indianom – w zamian za futra – przedmioty codziennego użytku, jak kociołki, noże, siekiery. W roku 1671 pojął za żonę Madeleine Raclot. Otrzymał wówczas nadanie ziemskie, a w roku 1681 był już ojcem sześciorga dzieci.
Nie zaniedbał swych kontaktów z Indianami, odnosząc, w roku 1684, znaczny sukces, nakłaniając kilka plemion do zawarcia pokoju z Francją. W roku następnym, wobec wybuchu konfliktu zbrojnego pomiędzy plemionami Lisów i Odżibwejów, został mianowany komendantem fortu Bais de Puants i przyczynił się do zawarcia pokoju. Dokonawszy tego, udał się na północ, na ziemie zamieszkane przez Dakotów, gdzie wzniósł Fort Saint-Antoine. Wiosną roku 1687 – gdy udał się na wyprawę w okolice Detroit – w Bais de Puants wybuchł gwałtowny pożar, który strawił jego zapas futer o wartości 40 000 liwrów. Perrot popadł w ruinę finansową, z której nigdy się już nie podniósł. Wrócił na wschód, gdzie w Montrealu pośredniczył przy zawieraniu kilku kolejnych traktatów pokojowych z Indianami. Wrócił jeszcze raz nad Missisipi, ale tym razem wyprawa była niebezpieczna i dwa razy z trudem uniknął spalenia na stosie przez jeszcze niedawno przyjazne plemiona. W roku 1690 zbudował Fort Saint-Pierre u ujścia rzeki Wisconsin i zebrał informacje o rzekomo bogatych kopalniach ołowiu na terenach dzisiejszego parku stanowego Apple River Canyon w północnym Illinois.
W 1695 roku ostatecznie osiadł w Bécancour. Wodzowie plemion indiańskich widzieli go po raz ostatni w 1701 r. podczas podpisywania kolejnego traktatu pokojowego w siedzibie gubernatora Nowej Francji. Jego życie stało się koszmarem z powodów finansowych. Zabiegał u władz kolonii o skromną zapomogę z uwagi na swą wieloletnią służbę, ale nic nie uzyskał. Pod koniec życia spisał swe wspomnienia – znakomity materiał poznawczy dla późniejszych historyków. Zmarł 13 sierpnia 1717 roku i następnego dnia został pochowany w miejscowym kościele. Pozostawił żonę (zmarła w roku 1724) i dziewięcioro dzieci.